# Vuelta a Andalucía 2009
La 55ª edición de la Vuelta a Andalucía (oficialmente: Vuelta a Andalucía-Ruta Ciclista Del Sol) se disputó entre el 15 y el 19 de febrero de 2009 con un recorrido de 669 km dividido en 4 etapas y un prólogo, con inicio en Jaén y final en Antequera. 
Participaron 91 corredores repartidos en 13 equipos de siete miembros cada uno de los que sólo lograron finalizar la prueba 65 ciclistas.
El vencedor, Joost Posthuma, cubrió la prueba a una velocidad media de 38,260 km/h, la clasificación de la regularidad fue para Davide Rebellin, mientras que Luis Ángel Maté se impuso en la de la montaña y José Alberto Benítez en la de metas volantes . El mejor corredor  andaluz fue Manuel Vázquez Hueso al finalizar la prueba en el puesto 14º mientras que el mejor corredor español  fue Xavier Tondo que finalizó 2º.

## Etapas
| Etapa   | Fecha         | Recorrido                      | km        | Ganador de la etapa |
| Prólogo | 15 de febrero | Jaén-Jaén                      | 7,3 (CRI) | Xavier Tondo        |
| 1ª      | 16 de febrero | La Guardia de Jaén-Humilladero | 169,2     | Danilo Napolitano   |
| 2ª      | 17 de febrero | Vegas del Genil-Córdoba        | 164,2     | Gert Steegmans      |
| 3ª      | 18 de febrero | Marbella-Benahavís             | 162,5     | Davide Rebellin     |
| 4ª      | 19 de febrero | Torrox-Costa-Antequera         | 165,8     | Davide Rebellin     |